# لو دووار
لو دووار یا لو دووا (به فرانسوی: Le Devoir) به معنی وظیفه، یک روزنامه فرانسوی‌زبان است که در کانادا منتشر می‌شود.